# Stella (Vorname)
Stella ist ein weiblicher Vorname.

## Herkunft und Bedeutung des Namens
- Latein: Stella: Stern, Gestirn, Sonne
- Griechisch: weibliche Form von Stelios (stark wie eine Säule)

## Namenstag
Der Namenstag ist der 21. Juli.
Bei den griechisch- und rumänisch-orthodoxen Christen ist der Namenstag der 26. November.

## Namensträgerinnen

### Vorname
- Stella Adler (1901–1992), US-amerikanische Schauspielerin und Schauspiellehrerin
- Stella Andrássy (1902–1998), schwedische Schriftstellerin
- Stella Assange (* 1983), spanisch-schwedische Anwältin, Menschenrechtsaktivistin
- Stella Barsosio (* 1993), kenianische Langstreckenläuferin
- Stella Benson (1892–1933), englische Schriftstellerin
- Stella Bettermann (* 1963), deutsche Journalistin und Buchautorin
- Stella Blandy (1836–1925), französische Schriftstellerin, Übersetzerin und Feministin
- Stella Bloch (1897–1999), US-amerikanische Journalistin, Autorin, Zeichnerin und Tanzhistorikerin
- Stella Carnacina (* 1955), italienische Schauspielerin und Sängerin
- Stella Chiweshe (1946–2023), simbabwische Musikerin
- Stella Cruz (Geburtsname Estella Wiss; * 1983), Schweizer Sängerin-Songwriterin
- Stella Damasus (* 1978), auch bekannt als Stella Damasus-Aboderin, nigerianische Filmschauspielerin
- Stella Deetjen (* 1970), deutsche Entwicklungshelferin
- Stella Doufexis (1968–2015), deutsche Opernsängerin
- Stella Duffy (* 1963), britische Schriftstellerin und Theatermacherin
- Stella Gaitano (* 1979), südsudanesische Schriftstellerin und Aktivistin für Menschenrechte
- Stella Goldschlag (1922–1994), deutsche jüdische Kollaborateurin
- Stella Grigorian (* 1968), armenisch-georgische Opernsängerin
- Stella Heiß (* 1993), deutsche Curlerin
- Stella Hemetsberger (* 1999), österreichische Kickboxerin
- Stella von Hohenfels-Berger (1857–1920), österreichische Schauspielerin
- Stella Ilboudo (* 1993), burkinische Fußballspielerin
- Stella Jones, geb. Stellisa Zacher (* 1971), österreichische Gospel-Sängerin
- Stella Kadmon (1902–1989), österreichische Theaterdirektorin
- Stella Kleindienst-Schaaf (1950–2019), deutsche Opernsängerin
- Stella Klein-Löw (1904–1986), österreichische Lehrerin und Politikerin
- Stella Kovačičová (* 2001), slowakische Tennisspielerin
- Stella Kyriakides (* 1956), zypriotische Politikerin
- Stella Luncke (* 1974), deutsche Journalistin, Schriftstellerin und Hörspielregisseurin
- Stella Maessen (* 1953), niederländische Sängerin
- Stella McCartney (* 1971), britische Modedesignerin
- Stella Müller-Madej (1930–2013), jüdische Zeitzeugin der Shoah
- Stella Mwangi (* 1986), norwegische Hip-Hopperin und Sängerin kenianischer Abstammung
- Stella Nyanzi (* 1974), ugandische Gender-Forscherin, medizinische Anthropologin und Feministin
- Stella Quartey (* 1973), ehemalige ghanaische Fußballspielerin
- Stella Radford (* 1995), australische Hindernisläuferin
- Stella Rollig (* 1960), österreichische Kunst- und Kulturmanagerin, Autorin und Journalistin
- Stella Seitz (1968–2025), deutsche Astrophysikerin
- Stella Sigurðardóttir (* 1990), ehemalige isländische Handballspielerin
- Stella Sommerfeld (* 1994), deutsche Synchronsprecherin
- Stella Styles (* 1985), deutsche Pornodarstellerin, Sängerin und Tänzerin
- Stella Welter (* 1991), deutsche Schauspielerin
- Stella Wonruku (* 1999), ugandische Leichtathletin
- Stella Young (1982–2014), australische Journalistin, Comedian und Behindertenaktivistin
- Stella Zázvorková (1922–2005), tschechische Schauspielerin

### Kunstfiguren
- Stella, Titelheldin des gleichnamigen Theaterstücks von Goethe (1806)
- Stella, gute Fee (Zauberin) des Rosa Landes, Figur in Der Zauberer der Smaragdenstadt von Alexander Wolkow (1939)
- Stella Meredith, Figur in dem Gruselfilm Der unheimliche Gast (1944); nach ihr wurde auch der Filmsong Stella by Starlight benannt, heute einer der bekanntesten Jazzstandards
- Stella Kowalski, Figur in Tennessee Williams’ Drama Endstation Sehnsucht (1947)
- Stella Termogen, Titelheldin des gleichnamigen Romans von Utta Danella (1960)
- Stella, Figur in Winx Club, einer Zeichentrickserie (seit 2003)
- Stella Bonasera, Figur in CSI: NY (2004–2013)
- Stella, Stinktier, Figur in Ab durch die Hecke (2006)
- Dr. Stella Zinman, Figur in How I Met Your Mother (2008–2014)
- Stella Gibson, Figur in The Fall - Tod in Belfast (seit 2013)
- Stella, Hauptfigur in dem Roman Aller Liebe Anfang von Judith Hermann (2014)
- Stella Grant, Figur in Drei Schritte zu Dir (2019)

## Varianten
- Estelle (französisch)
- Estrella (spanisch)
- Estela (portugiesisch)
- Stela (Osteuropa; vorwiegend Albanien, Bulgarien)
- Stellan (männliche Form)
- Stellian (männliche Form; vorwiegend Rumänien)